# Koen de Voegt
Koen de Voegt (* 13. April 1980 in Antwerpen) ist ein belgischer Politiker der Pirate Party Belgium (PPBe). Er war 2014/15 Co-Vorsitzender des internationalen Dachverbands der Piratenparteien (Pirate Parties International (PPI)).

## Ausbildung
Koen de Voegt besuchte das Sint-Agnesinstituut Hoboken, danach bis 1999 das Königliche Atheneum Hoboken (Koninklijk Atheneum Hoboken) und im Anschluss bis 2002 die Karel de Grote-Hogeschool, alle in Antwerpen. An der HOGent in Gent absolvierte er bis 2006 ein Bachelorstudium im Fach Elektrotechnik. Von 2007 bis 2008 folgte ein Masterstudium der Betriebswirtschaftslehre.

## Politisches Wirken
Koen de Voegt trat in Gent im Oktober 2011 der PPBe bei und gehörte dort zu den ersten Mitgliedern des PPBe-Provinzverbandes. Im Januar 2012 war er Mitgründer des Antwerpener Provinzverbandes Antwerpse Piraten, in dem er als „Kapitän“ fungiert. Am 13. April 2014 wurde er im Rahmen der PPI-Konferenz in Paris neben der Kroatin Maša Utković-Čorak in die Doppelspitze des PPI-Vorstandes gewählt.